# Pedro Benítez
Pedro Manuel Benítez Arpolda (Luque, 1901. január 12. – Luque, 1974. január 31.), paraguayi válogatott labdarúgókapus.
A paraguayi válogatott tagjaként részt vett az 1930-as világbajnokságon.

## Külső hivatkozások
- Pedro Benítez a FIFA.com honlapján Archiválva 2009. április 2-i dátummal a Wayback Machine-ben